# Rusvattnet
Rusvattnet är en sjö i Strömsunds kommun i Jämtland och ingår i Ångermanälvens huvudavrinningsområde. Sjön har en area på 0,613 kvadratkilometer och ligger 490,1 meter över havet. Sjön avvattnas av vattendraget Edsån (Rusvattenån).

## Delavrinningsområde
Rusvattnet ingår i det delavrinningsområde (711585-145746) som SMHI kallar för Namn saknas. Medelhöjden är 542 meter över havet och ytan är 8,2 kvadratkilometer. Det finns ett avrinningsområde uppströms, och räknas det in blir den ackumulerade arean 8,66 kvadratkilometer. Edsån (Rusvattenån) som avvattnar avrinningsområdet har biflödesordning 3, vilket innebär att vattnet flödar genom totalt 3 vattendrag innan det når havet efter 240 kilometer. Avrinningsområdet består mestadels av skog (91 procent). Avrinningsområdet har 0,78 kvadratkilometer vattenytor vilket ger det en sjöprocent på 9,5 procent.